# Allochernes liwa
Allochernes liwa är en spindeldjursart som beskrevs av Harvey 1988. Allochernes liwa ingår i släktet Allochernes och familjen blindklokrypare. Inga underarter finns listade i Catalogue of Life.